# Нікколо I Санудо
Нікколо I (італ. Niccolò Sanudo; д/н — 1341) — 5-й герцог Архіпелагу (Наксосу) в 1323—1341 роках.

## Життєпис
Походив з венеціанського патриціанського роду Санудо. Старший син Гульєльмо I, герцога Архіпелагу. Про молоді роки обмаль відомостей. Перша згадка належить до 1309 року, коли брав участь у поході на підтримку госпітальєрів у захопленні о. Родос.
1311 року очолив загін наксоських лицарів на допомогу Готьє I, герцогу Афінському, проти Каталонської компанії (загону найманців - альмогаварів). Але той у битві при Кефісі зазнав поразки й загинув. Сам Нікколо потрапив у полон, з якого звільнився за викуп. Декілька років захищав Кіклади від нападів каталонців. Уже 1315 року воював на боці Матильди, княгині Ахейської, проти Фернандо Майоркського. 1315 року в битві під Пікотіном (в Еліді) потрапив у полон. 1316 року знову звільнився.
1323 року успадкував герцогство Архіпелаг. У 1325—1326 роках брав участь у кампанії Джованні ді Гравіни на Пелопоннесі проти візантійського війська. На заключному етапі командував ахейським військом. За цим у 1326—1331 роках намагався приборкати Андреа II Бароцці, сеньйора Санторіні.
У 1326—1327 роках мав протистояння з Бартоломео Гізі, сеньйором Тіносу. 1329 року допоміг візантійському імператору Андроніку III у війні проти Бенедетто II Дзаккарії, сеньйора Хіоса. Останнього переможено й вигнано з володінь, а Хіос дістався візантійцям.
1332 року уклав мирний договір з бейліками Айдин і Сарухан. Проте вже через декілька місяців долучився до антитурецької коаліції. Наприкінці 1334 року герцог разом з госпітальєрами і генуезцями захопив о. Лесбос у Візантії, але зрештою там отаборився генуезець Доменіко Каттанео. У 1335 році завоював острови Санторіні й Теразію в Маріно Бароцці.
У 1341 році острів Наксос зазнав нападу Умура, бея Айдина. В результаті Нікколо I був змушений визнати зверхність останнього та почати сплачувати тому данину. Втім того ж року герцог помер, а владу спадкував його брат Джованні I.

## Родина
Дружина — Жанна, дочка Гуго де Брієнна, графа Лечче.